# Diego Mainz
Diego Mainz García (Madrid, Comunidad de Madrid, España, 29 de diciembre de 1982) es un exfutbolista español que jugaba de defensa central y que su último club fue el Granada CF. Se formó en la cantera del Rayo Vallecano.

## Trayectoria
Se formó en las categorías inferiores del Rayo Vallecano. Debutó en 1.ª División en el 2001 con el equipo madrileño, en el que jugaría hasta la temporada 2006/07. Tras jugar dos años en el Albacete Balompié fichó en 2009 por el Udinese Calcio para jugar cedido cuatro años en el Granada CF, participando en los ascensos del equipo de 2.ªB a 2.ªA (2009/10) y de 2.ªA a Primera División (2010/11). Tras jugar dos años en 1.ª División es traspasado definitivamente al Granada CF. No fue hasta la temporada 2011/2012 con el Granada CF en la que marcaría su primer gol en 1.ª División, ni más ni menos que contra el FC Barcelona en el Camp Nou, partido que acabaría con un resultado de 5-3 a favor de los locales. También es conocido por tener el récord de goles en propia puerta en una temporada (tres).

## Internacionalidades
Ha sido internacional Sub-21 con la Selección española de fútbol, en la que jugó un partido como suplente.

## Equipos
Comenzó en la cantera del Rayo Vallecano.
- Actualizado el 8 de junio de 2013.[4]

| Club                              | Temporada           | Categoría           | Liga    | Liga  | Copa    | Copa  | Total   | Total |
| Club                              | Temporada           | Categoría           | Jugados | Goles | Jugados | Goles | Jugados | Goles |
| --------------------------------- | ------------------- | ------------------- | ------- | ----- | ------- | ----- | ------- | ----- |
| Rayo Vallecano                    | 2001/02             | Primera División    | 18      | 0     | 6       | 0     | 24      | 0     |
| Rayo Vallecano                    | 2002/03             | Primera División    | 18      | 0     | 1       | 0     | 19      | 0     |
| Rayo Vallecano                    | 2003/04             | Segunda División    | 11      | 1     | 1       | 0     | 12      | 1     |
| Rayo Vallecano                    | 2004/05             | Segunda División B  | 6       | 0     | -       | -     | 6       | 0     |
| Rayo Vallecano                    | 2005/06             | Segunda División B  | 21      | 1     | 4       | 0     | 25      | 1     |
| Rayo Vallecano                    | 2006/07             | Segunda División B  | 26      | 1     | 5       | 0     | 31      | 1     |
| Albacete                          | 2007/08             | Segunda División    | 31      | 0     | 1       | 0     | 32      | 0     |
| Albacete                          | 2008/09             | Segunda División    | 27      | 2     | 0       | 0     | 27      | 2     |
| Granada C.F. (cedido por Udinese) | 2009/10             | Segunda División B  | 38      | 7     | 0       | 0     | 38      | 7     |
| Granada C.F. (cedido por Udinese) | 2010/11             | Segunda División    | 28      | 2     | 1       | 0     | 29      | 2     |
| Granada C.F. (cedido por Udinese) | 2011/12             | Primera División    | 21      | 1     | 0       | 0     | 21      | 1     |
| Granada C.F. (cedido por Udinese) | 2012/13             | Primera División    | 27      | 1     | 2       | 1     | 29      | 2     |
| Granada C.F.                      | 2013/14             | Primera División    | 14      | 0     | 1       | 0     | 15      | 0     |
| Granada C.F.                      | 2014/2015           | Primera División    | 17      | 1     | 0       | 0     | 17      | 1     |
| Total en su carrera               | Total en su carrera | Total en su carrera | 268     | 16    | 22      | 1     | 290     | 17    |